# Hui (ethnie)
Cette page contient des caractères spéciaux ou non latins. S’ils s’affichent mal (▯, ?, etc.), consultez la page d’aide Unicode.
Pour les articles homonymes, voir Hui.

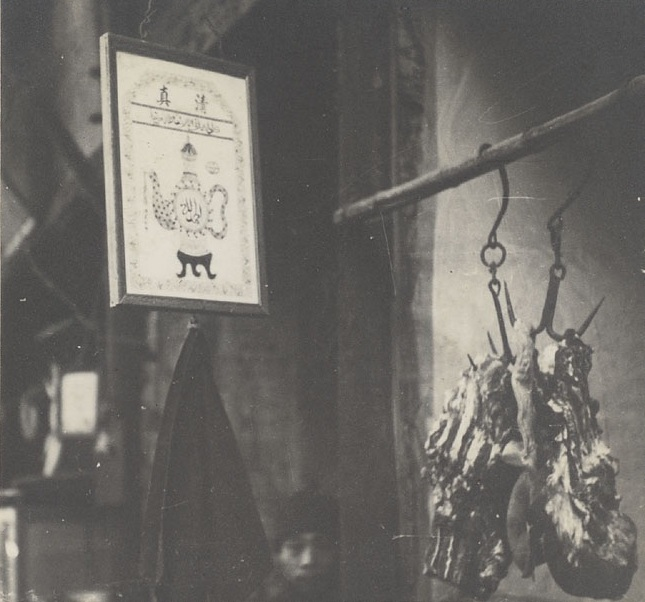
Un signe de la viande halal magasin à Hankou, en Chine, ca. 1934-1935.

Les Hui (chinois : 回族 ; pinyin : huízú ; litt. « peuple hui ») sont un groupe ethnico-culturel musulman de Chine qui en constitue l'une des 56 nationalités. Ils vivent principalement dans la région autonome hui du Níngxià, mongole de Mongolie-Intérieure et les proches provinces du Gansu, Qinghai et Shaanxi, mais on en trouve des communautés dans toute la Chine. Ils sont à l'origine d'un art martial traditionnel qu'est le Cha quan.
En Chine, leur population était de 9 816 805 personnes selon le recensement de 2000 et 20 000 000 en 2020. Présents également à titre très minoritaire au Kirghizstan et Kazakhstan sous le nom de 100 000 Dounganes. Le plus célèbre des Hui est l'amiral Zheng He qui, de 1405 à 1433, mena 7 expéditions vers le Moyen-Orient et la côte est de l'Afrique.
En Chine populaire, les Hui estiment être sous-évalués dans les recensements et chiffres officiels, certaines organisations Hui estiment qu'il y a plus de 80 millions de Hui en Chine, surtout concentrés dans l'est du territoire.

## Mosquées
Leur style varie grandement, selon les régions et la date de construction.
Durant la révolution culturelle, près de la totalité des mosquées ont été fermées, Pékin permit la réouverture de certaines d’entre elles à partir de 1980, avec les changements entrepris par Deng Xiaoping.
Aujourd'hui, les mosquées hui prospèrent et il n'est pas rare d'en croiser de nouvelles en construction ou d'autres en rénovation, dans l'ensemble des villes de Chine continentale, ainsi que Taïwan, avec une plus grande concentration dans le Nord-Ouest.

## Étymologie et identification

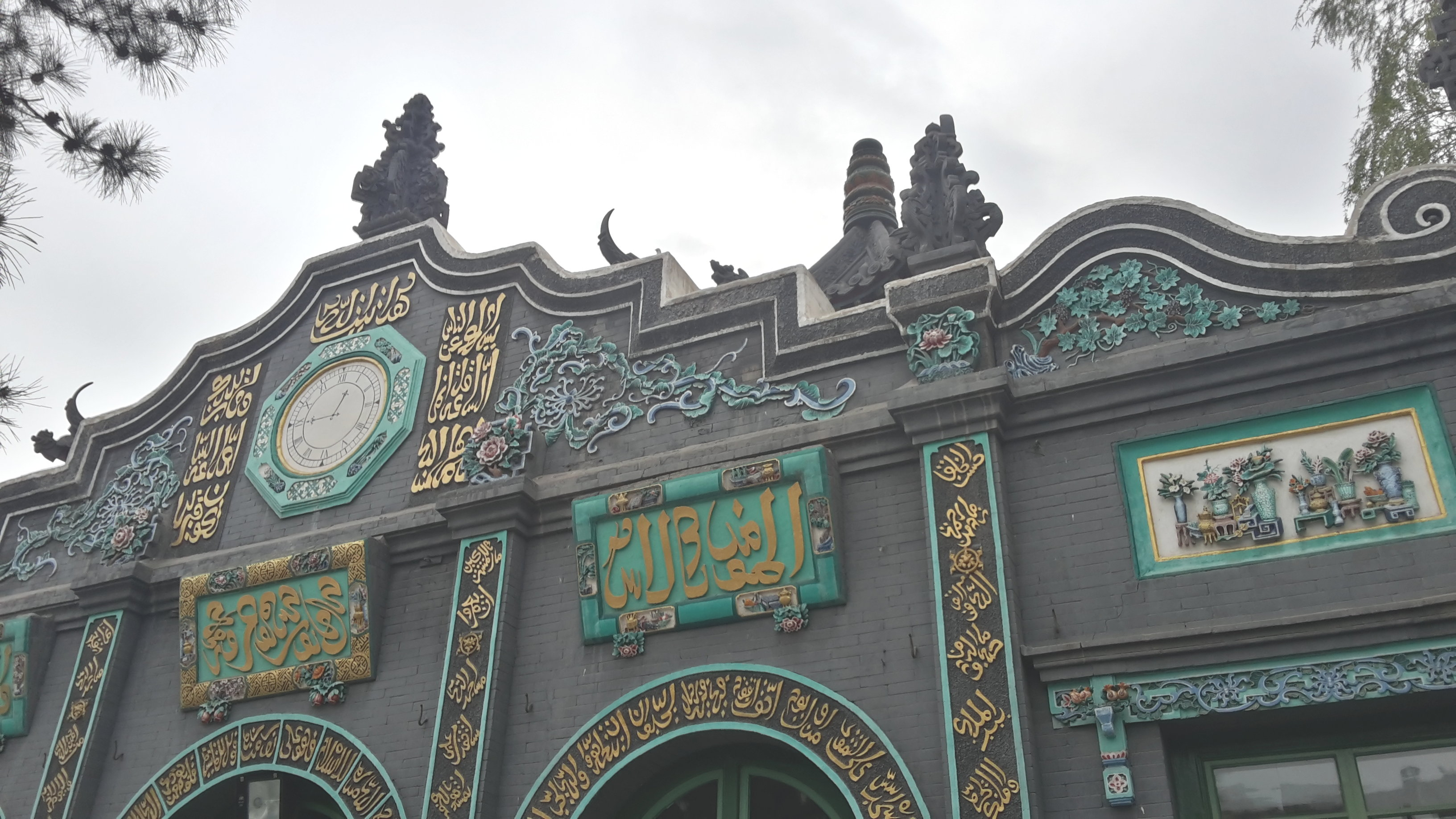
Grande mosquée de Hohhot, Mongolie-Intérieure.

Le nom de « Huizu » est officiellement donné par le gouvernement de la république populaire de Chine. Avant le 20e siècle, ils s'appelaient eux-mêmes Huihui ou Huimin, ce groupe comprenait alors non seulement les Hui d'aujourd'hui, mais aussi plusieurs autres petits groupes de musulmans sinisés qui parlaient les langues  turco-mongoles.
Les Hui sont d'origine variée et beaucoup sont des descendants directs des immigrants de la Route de la soie. Leurs ancêtres incluent les peuples sino-tibétains, les peuples d'Asie centrale, les Arabes et les Perses, qui furent forcés de venir dans ces régions de leur Empire au XIIIe siècle par l'armée mongole. Plusieurs dynasties médiévales, en particulier la dynastie Tang, dynastie Song, et dynastie Yuan, mongole, encouragent l'immigration de Perses majoritairement musulmans d'Asie centrale. Dans les siècles suivants, ils se sont mélangés progressivement avec les différentes populations locales et les Hui ont été formés.
Pour John Esposito, beaucoup de Hui sont anthropologiquement similaires aux Chinois Han à cela près qu'ils pratiquent l'islam, mais une étude génétique précise que dans les populations Hui de la route de la soie au Xinjiang, on trouve avec une fréquence de 6,7 % des haplogroupes mitochondriaux de populations de l'Ouest de l'Eurasie, 30,2 % chez les Kazakhs, 14,3 % chez les Mongols, contre aucun chez les Hans de la même région.
Les Hui sont plus concentrés dans le Nord-Ouest de la Chine (région autonome hui du Níngxià, provinces du Gansu, Qinghai et Shaanxi, ou région autonome ouïghour du Xinjiang), mais les communautés existent à travers tout le pays, par exemple à Pékin, la région autonome de Mongolie-Intérieure, les provinces du Hebei, Hainan et Yunnan.
Beaucoup de Hui, utilisent le patronyme 馬/Mǎ, qui pour eux, dériverait du prophète Mahomet.